# Halloween (album)
Halloween je koncertní album rockového kytaristy a zpěváka Franka Zappy, vydané na DVD-Audio u Vaulternative Records v roce 2003.

## Seznam skladeb
1. "NYC Audience" – 1:17
2. "Ancient Armaments" – 8:23
3. "Dancin' Fool" – 4:35
4. "Easy Meat" – 6:03
5. "Magic Fingers" – 2:33
6. "Don't Eat the Yellow Snow" – 2:24
7. "Conehead" – 4:02
8. "Zeets" (Vinnie Colaiuta) – 2:58
9. "Stink-Foot" – 8:51
10. "Dinah-Moe Humm" – 5:27
11. "Camarillo Brillo" – 3:14
12. "Muffin Man" – 3:32
13. "Black Napkins (The Deathless Horsie)" – 16:56

## Sestava
- Frank Zappa – sólová kytara, zpěv
- Vinnie Colaiuta – bicí
- Arthur Barrow – baskytara
- Patrick O'Hearn – baskytara
- Tommy Mars – klávesy
- Denny Walley – kytara, zpěv
- Peter Wolf – klávesy
- Ed Mann – perkuse
- L. Shankar – housle